# Cancelleria Apostòlica
La Cancelleria Apostòlica o antigament Cancelleria Romana era l'oficina on es registraven i expedien les disposicions del Papa.
Es va anomenar antigament Cancelleria l'oficina on es redactaven i segellaven els decrets dels prínceps i magistrats, i canceller el qui en aquesta oficina s'ocupava de presidir-la. Des de la primera època de l'Església, els bisbes van establir també les seves cancelleries, on s'expedien i autoritzaven els seus estatuts, sota la direcció del canceller, qui conservava els arxius originals. L'Església Romana va establir, doncs, amb el mateix fi la seva cancelleria per expedir lleis i constitucions pontifícies, que era presidida per un cardenal amb el títol de vicecanceller.